# Clarington

Clarington.

Clarington est une municipalité située en Ontario, Canada. À l'origine, cette municipalité se nommait Newcastle. Newcastle est depuis devenue une communauté de la municipalité.

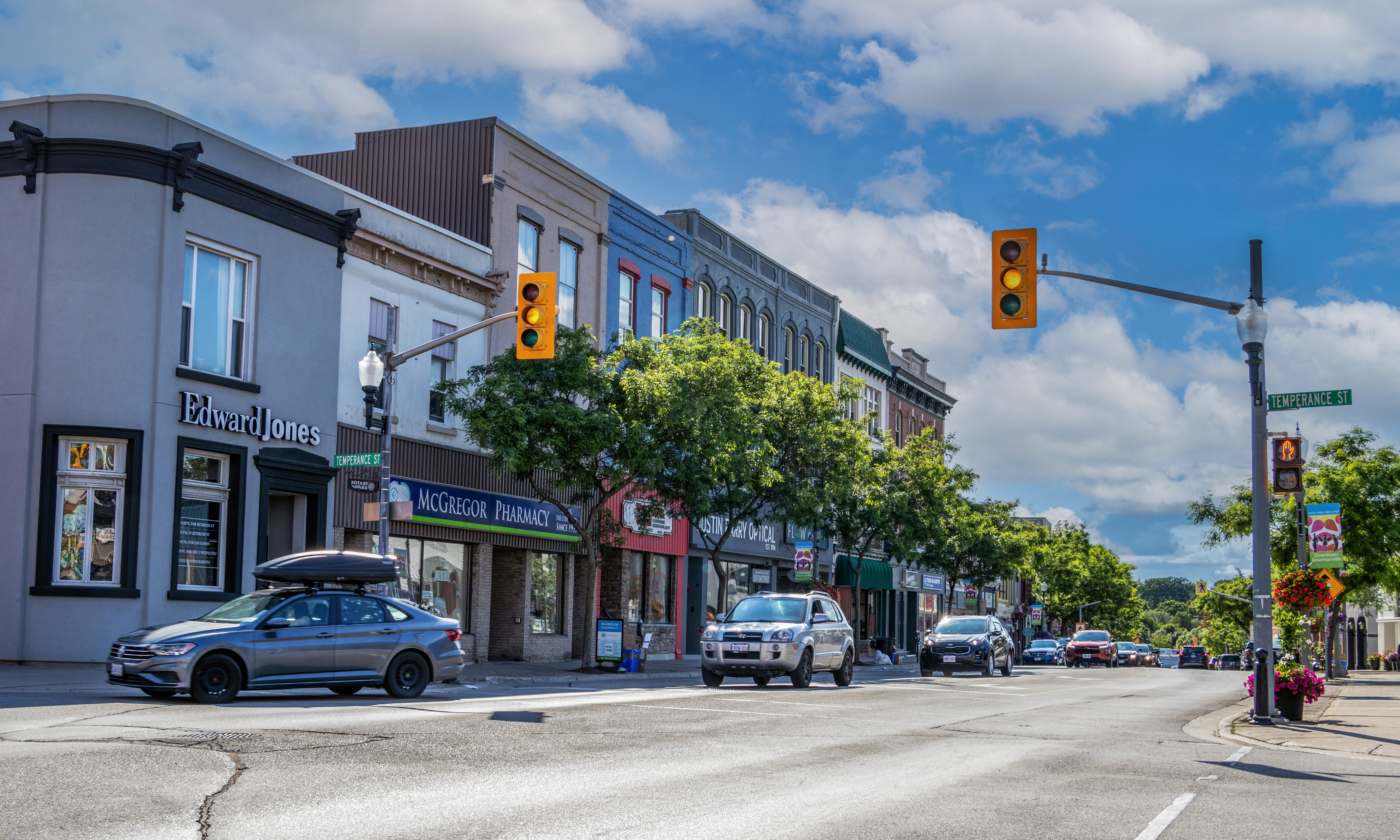
Le centre-ville de Bowmanville, la plus grande communauté de Clarington.

## Historique
Clarington, population 92 013 en 2016, est une municipalité dans la municipalité régionale de Durham en Ontario, Canada. Elle a été constituée en 1973 comme la ville de Newcastle à la fusion de la ville de Bowmanville et les townships de Clarke et de Darlington. En 1994, la ville a été renommée Clarington, la contraction des noms des deux anciens cantons. Bowmanville est la plus grande communauté de la municipalité et est le foyer des bureaux de la municipalité.
Clarington fait partie de la région métropolitaine d'Oshawa à l'extrémité orientale de la région du Grand Toronto (RGT). Principaux employeurs de Clarington: la centrale nucléaire de Darlington, General Motors du Canada, et de plusieurs moyennes et grandes entreprises manufacturières. La plupart des résidents font la navette pour travailler dans la région de Durham ou à Toronto.

## Démographie
| 2001   | 2006   | 2011   | 2016   |
| ------ | ------ | ------ | ------ |
| 69 834 | 77 820 | 84 548 | 92 013 |